# 傑克遜鎮區 (阿肯色州利特爾里弗縣)
傑克遜鎮區（英語：Jackson Township）是位於美國阿肯色州利特爾里弗縣的一個行政鎮區。

## 地方資料
傑克遜鎮區的面積為99.09平方千米，當中陸地面積為98.71平方千米，而水域面積為0.38平方千米。根據2010年美國人口普查的數據，當地共有人口1692人，而人口密度為每平方千米17.08人。